# Mons (Haute-Garonne)
Pour les articles homonymes, voir Mons (homonymie).
Mons est une commune française située dans le nord-est du département de la Haute-Garonne, en région Occitanie.
Sur le plan historique et culturel, la commune est dans le Pays toulousain, qui s’étend autour de Toulouse le long de la vallée de la Garonne, bordé à l’ouest par les coteaux du Savès, à l’est par ceux du Lauragais et au sud par ceux de la vallée de l’ Ariège et du Volvestre. Exposée à un climat océanique altéré, elle est drainée par la Seillonne, le ruisseau de Roussel et par divers autres petits cours d'eau.
Mons est une commune rurale qui compte 1 851 habitants en 2022, après avoir connu une forte hausse de la population depuis 1962. Elle fait partie de l'aire d'attraction de Toulouse. Ses habitants sont appelés les Monsois ou  Monsoises.

## Géographie

### Localisation
1. Carte dynamique
2. Carte Openstreetmap
3. Carte topographique
4. Carte avec les communes environnantes

La commune de Mons se trouve dans le département de la Haute-Garonne, en région Occitanie.
Elle se situe à 11 km à vol d'oiseau de Toulouse, préfecture du département et fait partie de son bassin de vie.
Les communes les plus proches sont : 
Flourens (1,9 km), Drémil-Lafage (2,7 km), Mondouzil (2,9 km), Lavalette (3,4 km), Pin-Balma (3,8 km), Beaupuy (4,4 km), Gauré (4,6 km), Quint-Fonsegrives (4,8 km).
Sur le plan historique et culturel, Mons fait partie du pays toulousain, une ceinture de plaines fertiles entrecoupées de bosquets d'arbres, aux molles collines semées de fermes en briques roses, inéluctablement grignotée par l'urbanisme des banlieues.
Mons est limitrophe de cinq autres communes.
Les communes limitrophes sont  Drémil-Lafage, Flourens, Lavalette, Mondouzil et Pin-Balma.
|           | Mondouzil | Lavalette     |
| Pin-Balma | Mons      | Drémil-Lafage |
|           | Flourens  |               |

### Géologie et relief
La superficie de la commune est de 732 hectares ; son altitude varie de 151  à   233 mètres.

### Hydrographie

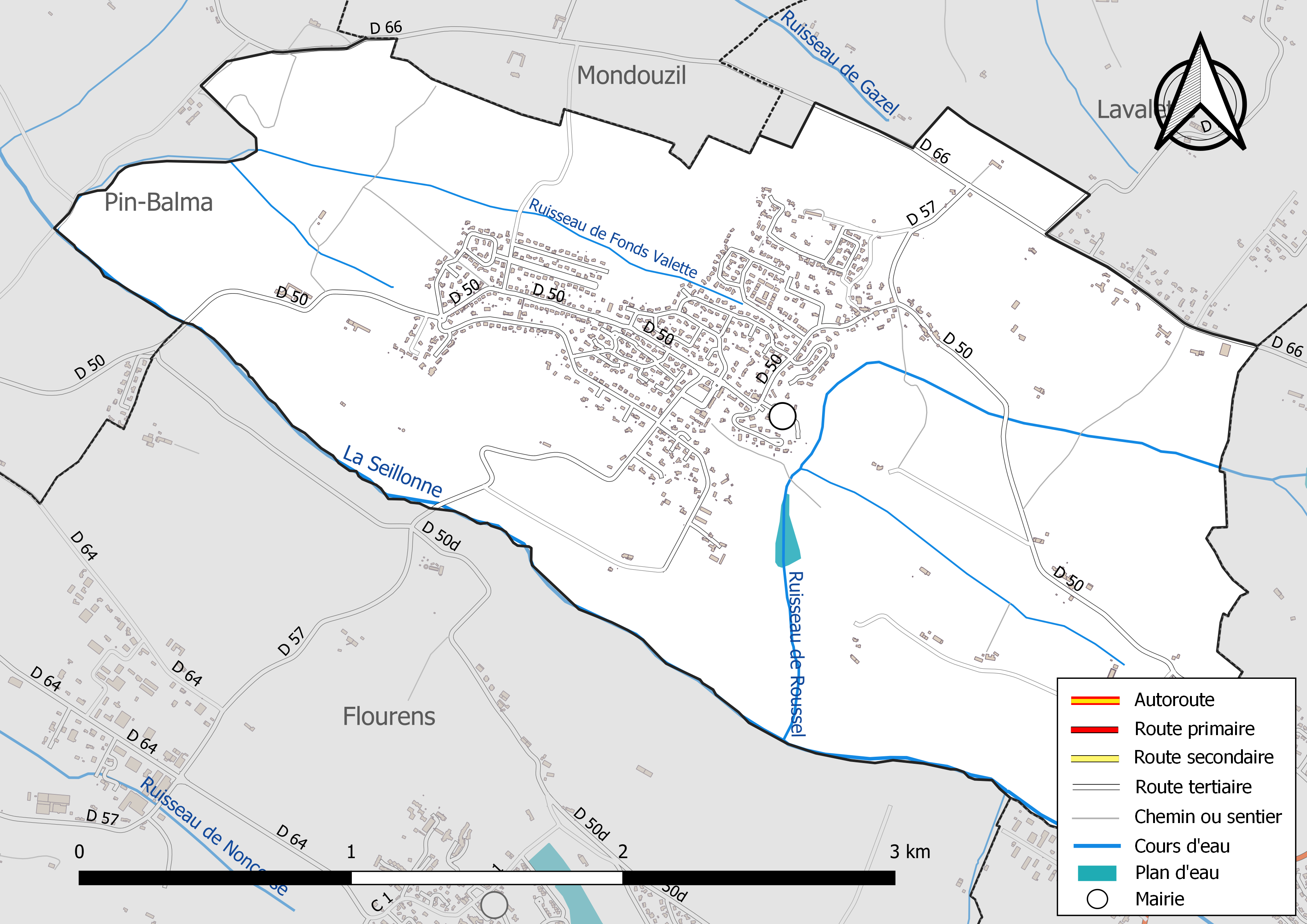
Réseaux hydrographique et routier de Mons.

La commune est dans le bassin de la Garonne, au sein du bassin hydrographique Adour-Garonne. Elle est drainée par la Seillonne, le ruisseau de Roussel, le ruisseau de Fonds Valette et par divers petits cours d'eau, constituant un réseau hydrographique de 10 km de longueur totale,.
La Seillonne, d'une longueur totale de 24,1 km, prend sa source dans la commune de Caraman et s'écoule du sud-est vers le nord-ouest. Elle traverse la commune et se jette dans la Sausse à L'Union, après avoir traversé 11 communes.

### Climat
Pour des articles plus généraux, voir Climat de l'Occitanie et Climat de la Haute-Garonne.
En 2010, le climat de la commune est de type climat du Bassin du Sud-Ouest, selon une étude s'appuyant sur une série de données couvrant la période 1971-2000. En 2020, Météo-France publie une typologie des climats de la France métropolitaine dans laquelle la commune est exposée à un climat océanique altéré et est dans la région climatique Aquitaine, Gascogne, caractérisée par une pluviométrie abondante au printemps, modérée en automne, un faible ensoleillement au printemps, un été chaud (19,5 °C), des vents faibles, des brouillards fréquents en automne et en hiver et des orages fréquents en été (15 à 20 jours).
Pour la période 1971-2000, la température annuelle moyenne est de 13,2 °C, avec une amplitude thermique annuelle de 15,7 °C. Le cumul annuel moyen de précipitations est de 731 mm, avec 9,5 jours de précipitations en janvier et 5,5 jours en juillet. Pour la période 1991-2020, la température moyenne annuelle observée sur la station météorologique la plus proche, située sur la commune de Blagnac à 15 km à vol d'oiseau, est de 14,2 °C et le cumul annuel moyen de précipitations est de 627,0 mm,. Pour l'avenir, les paramètres climatiques de la commune estimés pour 2050 selon différents scénarios d’émission de gaz à effet de serre sont consultables sur un site dédié publié par Météo-France en novembre 2022.

### Milieux naturels et biodiversité
Aucun espace naturel présentant un intérêt patrimonial n'est recensé sur la commune dans l'inventaire national du patrimoine naturel,,.

## Urbanisme

### Typologie
Au 1er janvier 2024, Mons est catégorisée bourg rural, selon la nouvelle grille communale de densité à sept niveaux définie par l'Insee en 2022.
Elle est située hors unité urbaine. Par ailleurs la commune fait partie de l'aire d'attraction de Toulouse, dont elle est une commune de la couronne,. Cette aire, qui regroupe 527 communes, est catégorisée dans les aires de 700 000 habitants ou plus (hors Paris),.

### Occupation des sols
L'occupation des sols de la commune, telle qu'elle ressort de la base de données européenne d’occupation biophysique des sols Corine Land Cover (CLC), est marquée par l'importance des territoires agricoles (77,3 % en 2018), en diminution par rapport à 1990 (95,1 %). La répartition détaillée en 2018 est la suivante : 
terres arables (64,3 %), zones urbanisées (17,2 %), zones agricoles hétérogènes (13,1 %), forêts (5,5 %). L'évolution de l’occupation des sols de la commune et de ses infrastructures peut être observée sur les différentes représentations cartographiques du territoire : la carte de Cassini (XVIIIe siècle), la carte d'état-major (1820-1866) et les cartes ou photos aériennes de l'IGN pour la période actuelle (1950 à aujourd'hui).

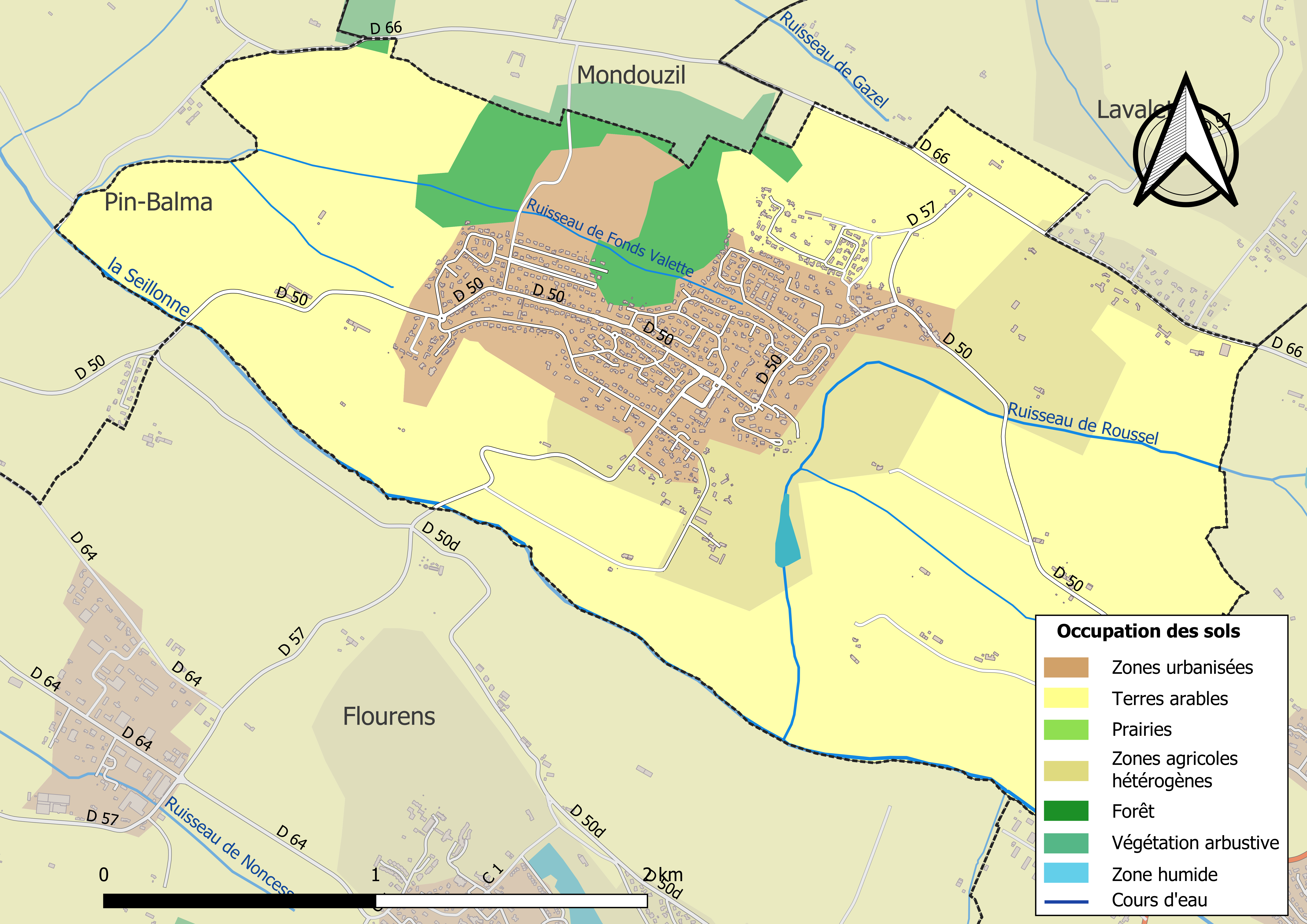
Carte des infrastructures et de l'occupation des sols de la commune en 2018 (CLC).

### Voies de communication et transports
La ligne 102 du réseau Tisséo relie le centre de la commune à la station Balma - Gramont de la Ligne A du métro de Toulouse depuis le stade de Drémil-Lafage, et le TAD 106 permet une desserte de la commune en soirée depuis la station Balma - Gramont également.

### Risques majeurs
Le territoire de la commune de Mons est vulnérable à différents aléas naturels : météorologiques (tempête, orage, neige, grand froid, canicule ou sécheresse), inondations et séisme (sismicité très faible). Un site publié par le BRGM permet d'évaluer simplement et rapidement les risques d'un bien localisé soit par son adresse soit par le numéro de sa parcelle.
Certaines parties du territoire communal sont susceptibles d’être affectées par le risque d’inondation par débordement de cours d'eau, notamment la Seillonne. La commune a été reconnue en état de catastrophe naturelle au titre des dommages causés par les inondations et coulées de boue survenues en 1982, 1989, 1991, 1999 et 2009,.

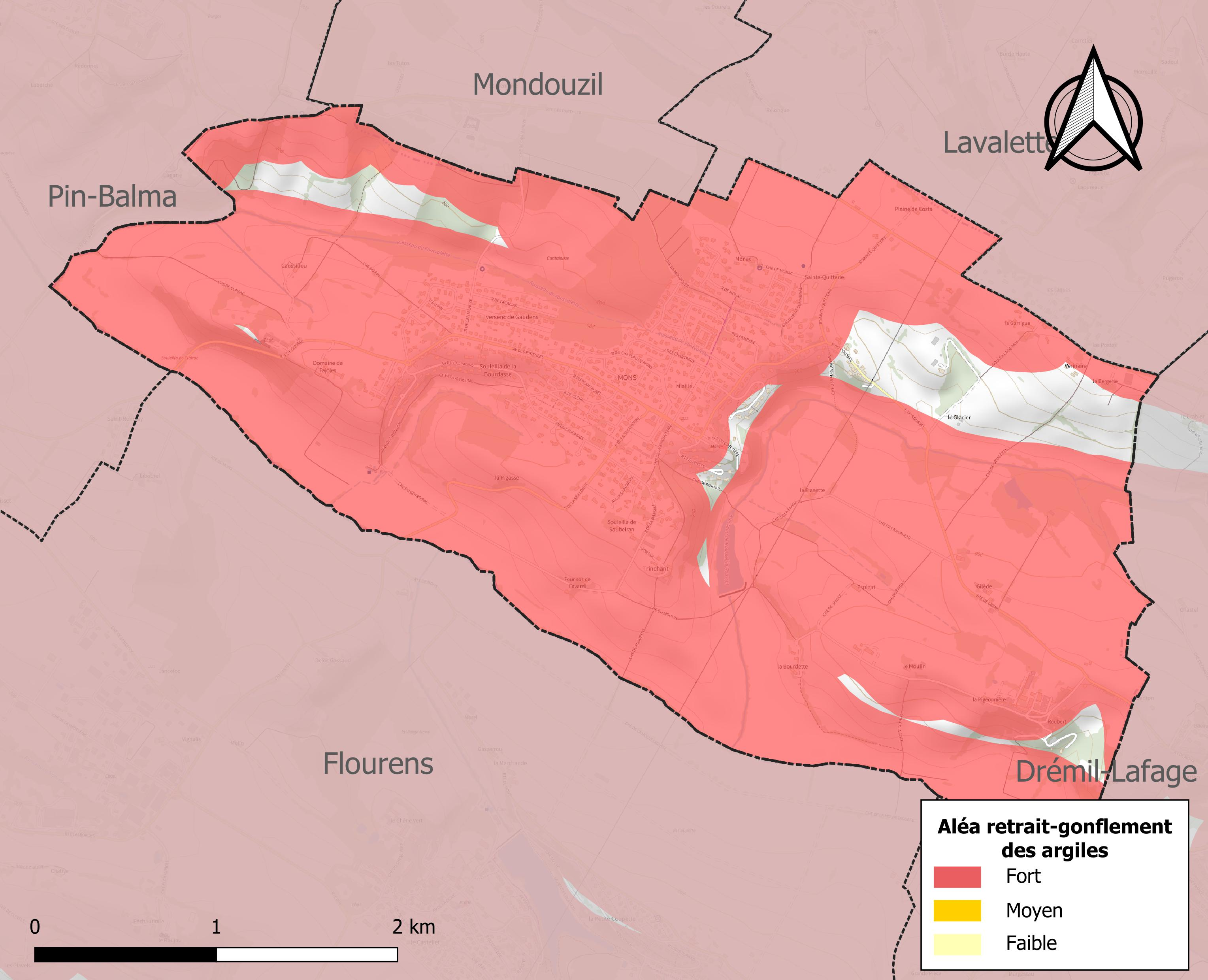
Carte des zones d'aléa retrait-gonflement des sols argileux de Mons.

Le retrait-gonflement des sols argileux est susceptible d'engendrer des dommages importants aux bâtiments en cas d’alternance de périodes de sécheresse et de pluie. 91,8 % de la superficie communale est en aléa moyen ou fort (88,8 % au niveau départemental et 48,5 % au niveau national). Sur les 637 bâtiments dénombrés sur la commune en 2019, 608 sont en aléa moyen ou fort, soit 95 %, à comparer aux 98 % au niveau départemental et 54 % au niveau national. Une cartographie de l'exposition du territoire national au retrait gonflement des sols argileux est disponible sur le site du BRGM,.
Par ailleurs, afin de mieux appréhender le risque d’affaissement de terrain, l'inventaire national des cavités souterraines permet de localiser celles situées sur la commune.
Concernant les mouvements de terrains, la commune a été reconnue en état de catastrophe naturelle au titre des dommages causés par la sécheresse en 1989, 1991, 2003, 2011 et 2019, par des mouvements de terrain en 1999 et  et par des glissements et éboulements rocheux en 1996.

## Histoire
C'est probablement ici, selon Alexandre Teulet, qu'en 768, Pépin le Bref reçut la soumission d'Eberwich (Eberwicus), ainsi que la soeur de Waïfer, duc d'Aquitaine, qu'Eberwich lui amenait.

## Héraldique
| Mons | Son blasonnement est : Gironné d'or et de gueules. |

## Politique et administration

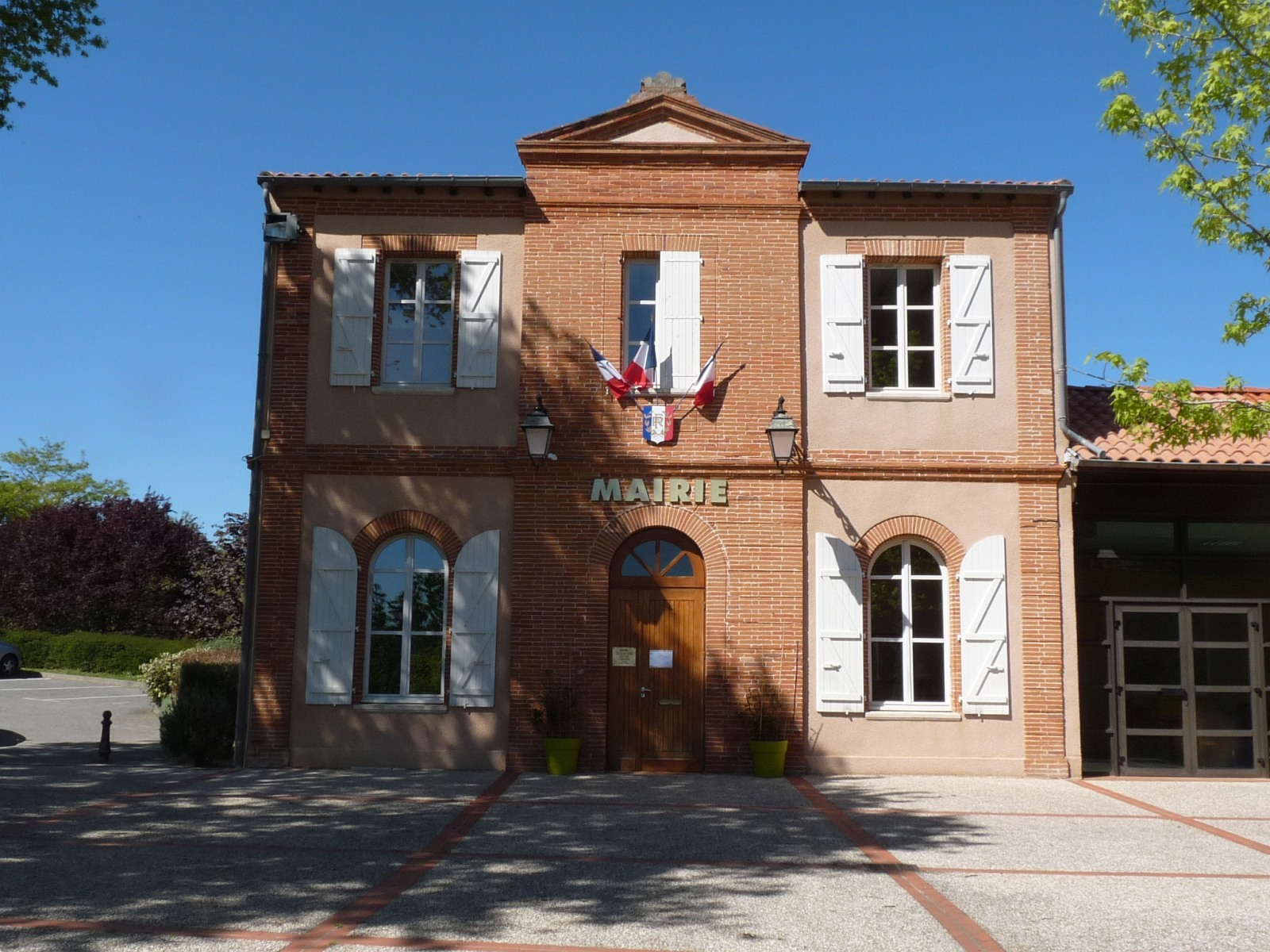
La mairie

### Administration municipale
Le nombre d'habitants au recensement de 2017 étant compris entre 1 500 habitants et 2 499 habitants, le nombre de membres du conseil municipal pour l'élection de 2020 est de dix-neuf,.

### Rattachements administratifs et électoraux
Commune faisant partie de la troisième circonscription de la Haute-Garonne du Toulouse Métropole et du canton de Toulouse-10 (avant le redécoupage départemental de 2014, Mons faisait partie de l'ex-canton de Toulouse-8).

### Liste des maires
| Période                                  | Période                 | Identité                 | Étiquette | Qualité |
| ---------------------------------------- | ----------------------- | ------------------------ | --------- | ------- |
| 1792                                     | 1796                    | Joseph Bru               |           |         |
| 1796                                     | 1798                    | Jean-Marie Maurel        |           |         |
| 1798                                     | 1800                    | Jean-François Lacombe    |           |         |
| 1800                                     | 1816                    | François Blanc           |           |         |
| 1816                                     | 1821                    | Louis Saint-Pierre       |           |         |
| 1821                                     | 1830                    | Tristan De Fageole       |           |         |
| 1830                                     | 1856                    | Edouard Cousy            |           |         |
| 1856                                     | 1870                    | Emmanuel Payret D'Ortail |           |         |
| 1870                                     | 1871                    | Pierre Guiraud           |           |         |
| 1871                                     | 1873                    | Amable D'Advizart        |           |         |
| 1873                                     | 1874                    | Emmanuel Marty           |           |         |
| 1874                                     | 1881                    | Octave Mayet             |           |         |
| 1881                                     | 1883                    | Auguste Mayet            |           |         |
| 1883                                     | 1891                    | Charles Couzy            |           |         |
| 1891                                     | 1904                    | Alexis Durand            |           |         |
| 1904                                     | 1925                    | Jean Sentis              |           |         |
| 1925                                     | 1941                    | François Forest          |           |         |
| 1941                                     | 1942                    | Jean Sempé               |           |         |
| 1942                                     | 1944                    | Roger Gauthier           |           |         |
| 1944                                     | 1965                    | Louis Sarrere            |           |         |
| 1965                                     | 1982                    | André Lhez               |           |         |
| 1982                                     | 1989                    | Pierre Dumora            |           |         |
| mars 1989                                | 2014                    | Jean-Louis Moyet         | DVD       |         |
| 2014                                     | En cours (au juin 2023) | Véronique Doittau        | DVG       |         |
| Les données manquantes sont à compléter. |                         |                          |           |         |

## Population et société

### Démographie
L'évolution du nombre d'habitants est connue à travers les recensements de la population effectués dans la commune depuis 1793. Pour les communes de moins de 10 000 habitants, une enquête de recensement portant sur toute la population est réalisée tous les cinq ans, les populations de référence des années intermédiaires étant quant à elles estimées par interpolation ou extrapolation. Pour la commune, le premier recensement exhaustif entrant dans le cadre du nouveau dispositif a été réalisé en 2006.

En 2022, la commune comptait 1 851 habitants, en évolution de +5,05 % par rapport à 2016 (Haute-Garonne : +8,02 %, France hors Mayotte : +2,11 %).
| 1793 | 1800 | 1806 | 1821 | 1831 | 1836 | 1841 | 1846 | 1851 |
| ---- | ---- | ---- | ---- | ---- | ---- | ---- | ---- | ---- |
| 310  | 296  | 325  | 290  | 369  | 363  | 320  | 391  | 333  |

| 1856 | 1861 | 1866 | 1872 | 1876 | 1881 | 1886 | 1891 | 1896 |
| ---- | ---- | ---- | ---- | ---- | ---- | ---- | ---- | ---- |
| 313  | 287  | 310  | 294  | 323  | 285  | 262  | 305  | 295  |

| 1901 | 1906 | 1911 | 1921 | 1926 | 1931 | 1936 | 1946 | 1954 |
| ---- | ---- | ---- | ---- | ---- | ---- | ---- | ---- | ---- |
| 302  | 286  | 232  | 206  | 217  | 183  | 187  | 210  | 210  |

| 1962 | 1968 | 1975 | 1982 | 1990 | 1999  | 2006  | 2011  | 2016  |
| ---- | ---- | ---- | ---- | ---- | ----- | ----- | ----- | ----- |
| 205  | 272  | 460  | 648  | 750  | 1 085 | 1 400 | 1 476 | 1 762 |

| 2021  | 2022  | - | - | - | - | - | - | - |
| ----- | ----- | - | - | - | - | - | - | - |
| 1 820 | 1 851 | - | - | - | - | - | - | - |

| selon la population municipale des années : | 1968 | 1975 | 1982 | 1990 | 1999 | 2006 | 2009 | 2013 |
| Rang de la commune dans le département      | 243  | 185  | 144  | 157  | 130  | 123  | 123  | 117  |
| Nombre de communes du département           | 592  | 582  | 586  | 588  | 588  | 588  | 589  | 589  |

### Enseignement
Mons fait partie de l'académie de Toulouse.
La commune possède une école maternelle et une école élémentaire, et un centre d'accueil d'adolescents déficients intellectuels (Agapei).

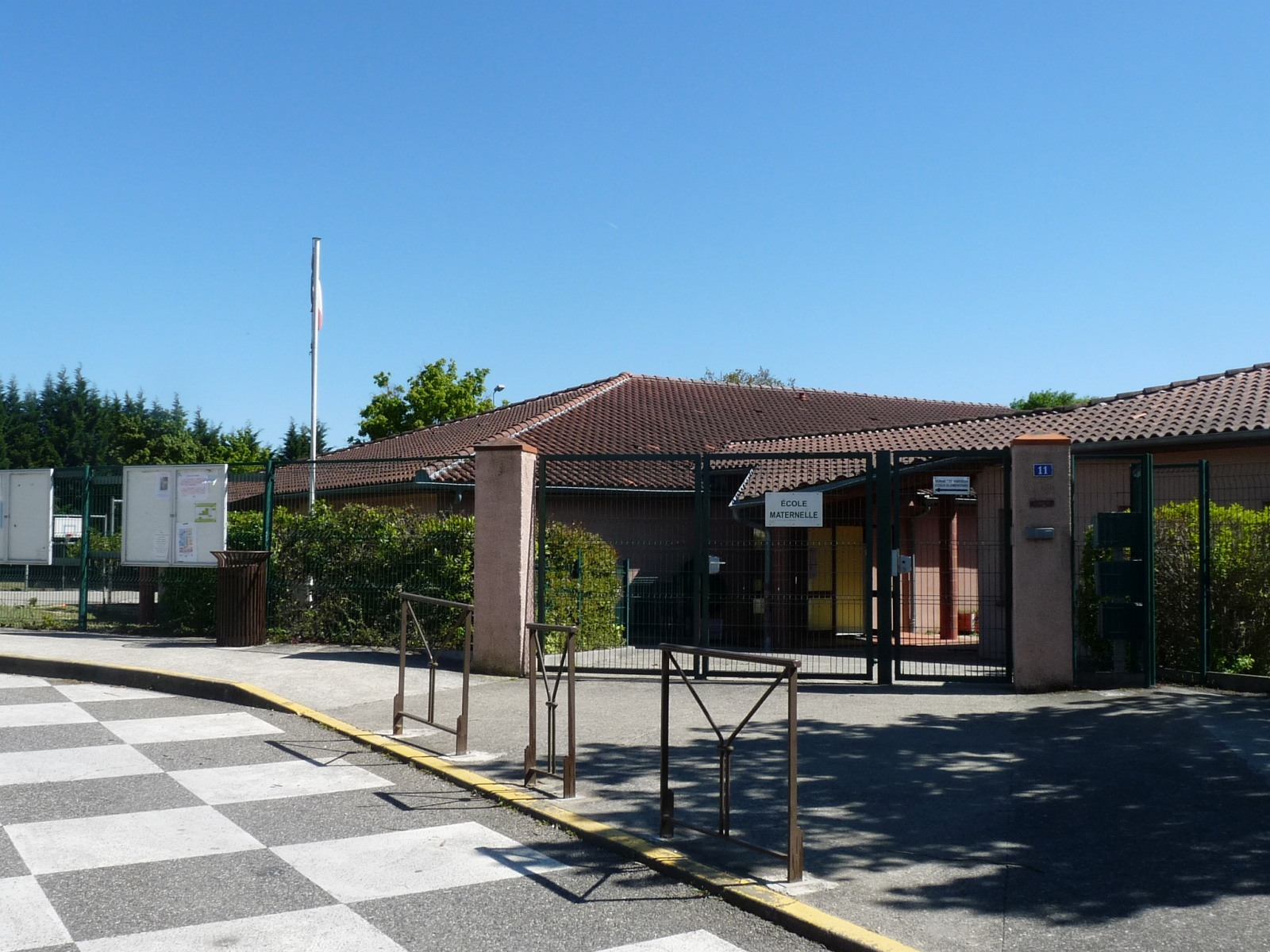
Les écoles
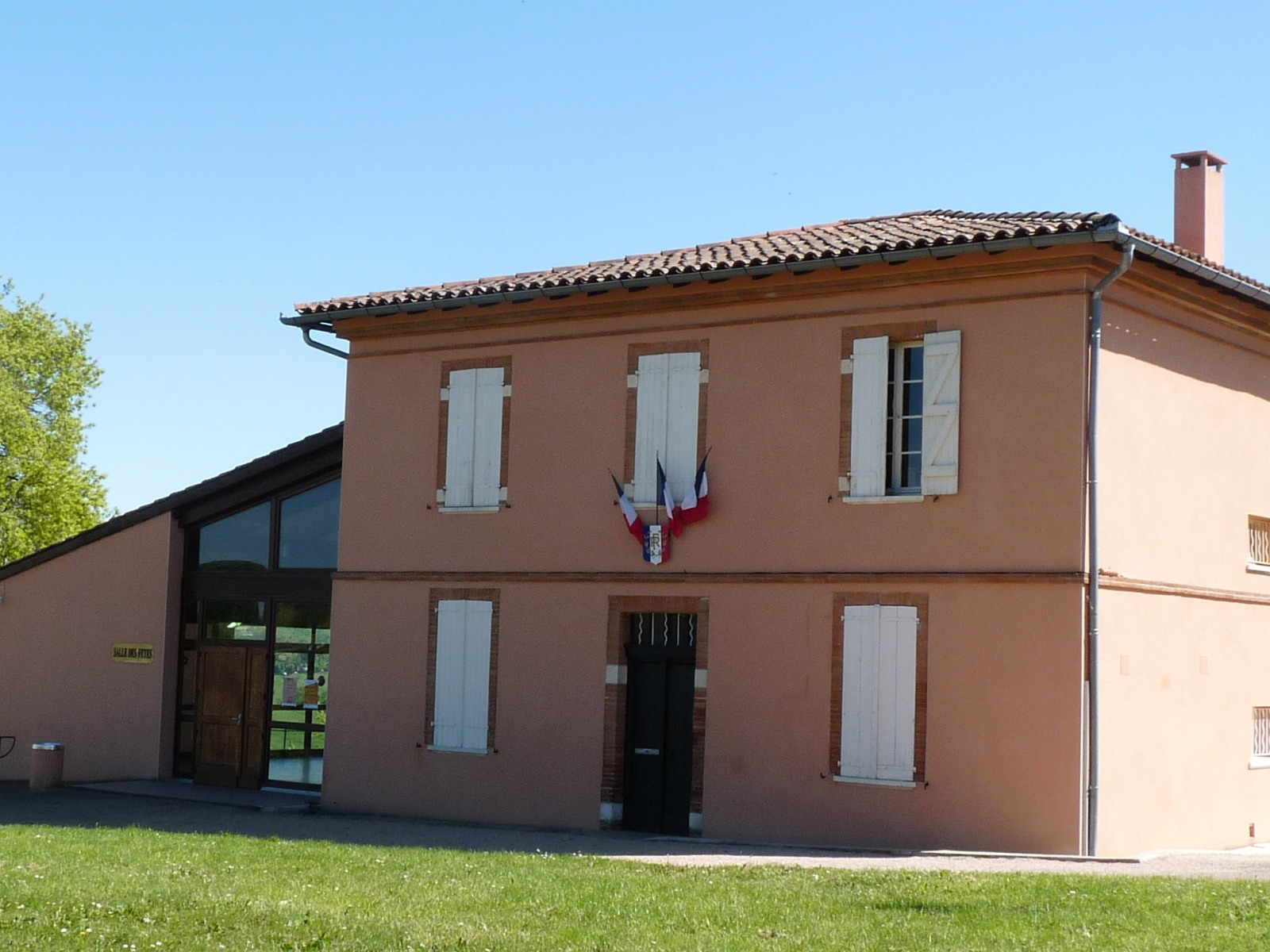
La salle des fêtes
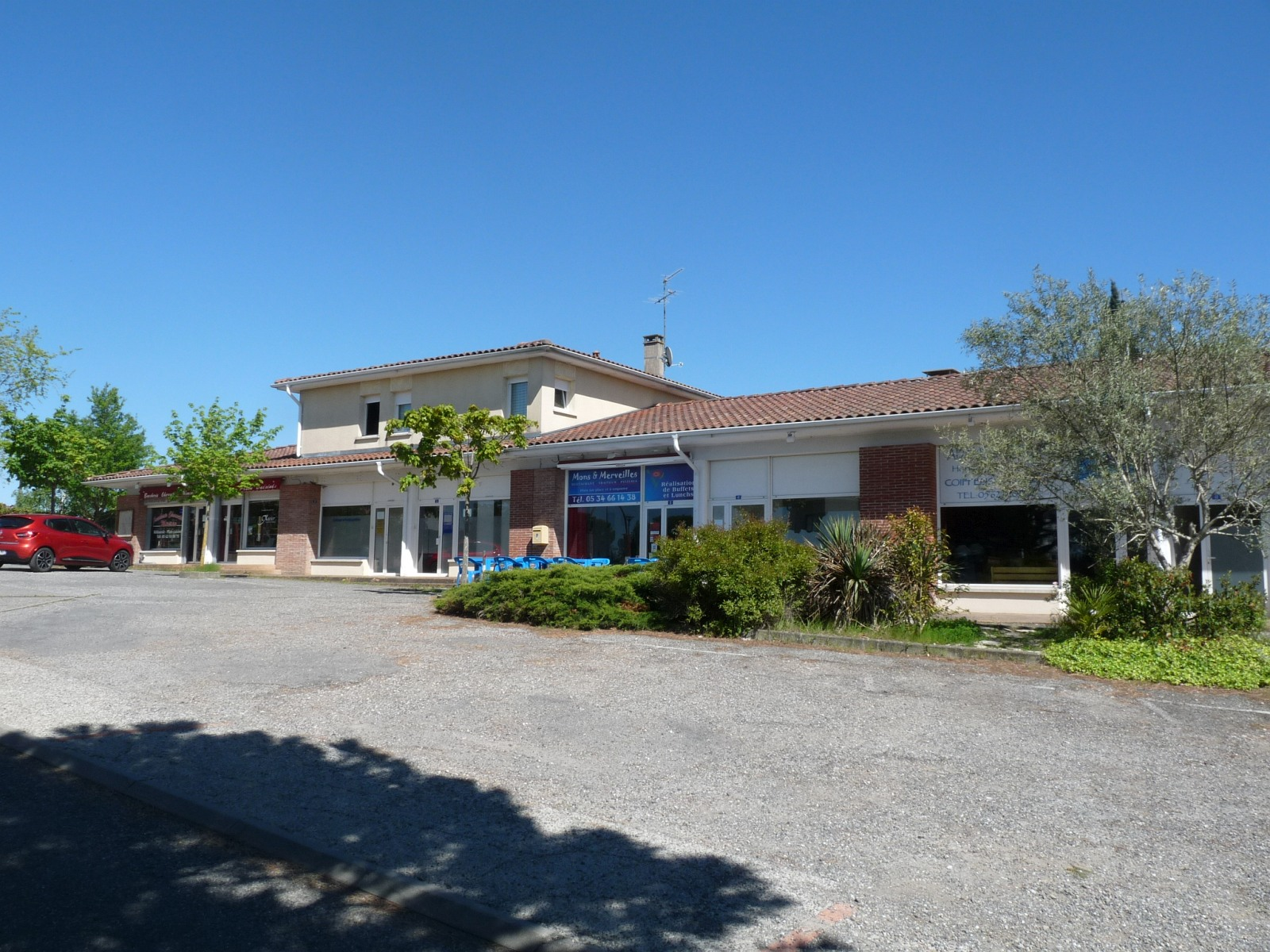
Commerces

### Culture et festivité
Club ados, loisirs créatifs, théâtre, danse country, foyer rural.

### Activités sportives
Judo, club de VTT, tennis, basketball,

### Écologie et recyclage
La collecte et le traitement des déchets des ménages et des déchets assimilés ainsi que la protection et la mise en valeur de l'environnement se font dans le cadre de la métropole de Toulouse Métropole.

## Économie

### Revenus
En 2018  (données Insee publiées en septembre 2021), la commune compte 649 ménages fiscaux, regroupant 1 854 personnes. La médiane du revenu disponible par unité de consommation est de 32 770 € (23 140 € dans le département).

### Emploi
|                | 2008  | 2013  | 2018  |
| -------------- | ----- | ----- | ----- |
| Commune        | 4,2 % | 3,4 % | 4,4 % |
| Département    | 7,7 % | 9,6 % | 9,3 % |
| France entière | 8,3 % | 10 %  | 10 %  |

En 2018, la population âgée de 15 à 64 ans s'élève à 1 134 personnes, parmi lesquelles on compte 74,6 % d'actifs (70,2 % ayant un emploi et 4,4 % de chômeurs) et 25,4 % d'inactifs,. Depuis 2008, le taux de chômage communal (au sens du recensement) des 15-64 ans est inférieur à celui de la France et du département.
La commune fait partie de la couronne de l'aire d'attraction de Toulouse, du fait qu'au moins 15 % des actifs travaillent dans le pôle,. Elle compte 241 emplois en 2018, contre 256 en 2013 et 241 en 2008. Le nombre d'actifs ayant un emploi résidant dans la commune est de 802, soit un indicateur de concentration d'emploi de 30 % et un taux d'activité parmi les 15 ans ou plus de 59,8 %.
Sur ces 802 actifs de 15 ans ou plus ayant un emploi, 105 travaillent dans la commune, soit 13 % des habitants. Pour se rendre au travail, 84,9 % des habitants utilisent un véhicule personnel ou de fonction à quatre roues, 8,8 % les transports en commun, 3,1 % s'y rendent en deux-roues, à vélo ou à pied et 3,1 % n'ont pas besoin de transport (travail au domicile).

### Activités hors agriculture

#### Secteurs d'activités
118 établissements sont implantés  à Mons au 31 décembre 2019. Le tableau ci-dessous en détaille le nombre par secteur d'activité et compare les ratios avec ceux du département,.
| Secteur d'activité                                                                                        | Commune | Commune | Département |
| Secteur d'activité                                                                                        | Nombre  | %       | %           |
| --- | ------- | ------- | ----------- |
| Ensemble                                                                                                  | 118     | 100 %   | (100 %)     |
| Industrie manufacturière, industries extractives et autres                                                | 5       | 4,2 %   | (5,7 %)     |
| Construction                                                                                              | 10      | 8,5 %   | (12 %)      |
| Commerce de gros et de détail, transports, hébergement et restauration                                    | 18      | 15,3 %  | (25,9 %)    |
| Information et communication                                                                              | 7       | 5,9 %   | (4,1 %)     |
| Activités financières et d'assurance                                                                      | 5       | 4,2 %   | (3,8 %)     |
| Activités immobilières                                                                                    | 5       | 4,2 %   | (4,2 %)     |
| Activités spécialisées, scientifiques et techniques et activités de services administratifs et de soutien | 34      | 28,8 %  | (19,8 %)    |
| Administration publique, enseignement, santé humaine et action sociale                                    | 23      | 19,5 %  | (16,6 %)    |
| Autres activités de services                                                                              | 11      | 9,3 %   | (7,9 %)     |

Le secteur des activités spécialisées, scientifiques et techniques et des activités de services administratifs et de soutien est prépondérant sur la commune puisqu'il représente 28,8 % du nombre total d'établissements de la commune (34 sur les 118 entreprises implantées  à Mons), contre 19,8 % au niveau départemental.

#### Entreprises et commerces
Les cinq entreprises ayant leur siège social sur le territoire communal qui génèrent le plus de chiffre d'affaires en 2020 sont : 
- Babert Plomberie Installations Et Depannages - BPID, travaux d'installation d'équipements thermiques et de climatisation (358 k€)
- SARL PHPM, location de terrains et d'autres biens immobiliers (343 k€)
- Camineo, conseil en systèmes et logiciels informatiques (136 k€)
- Performing, conseil pour les affaires et autres conseils de gestion (99 k€)
- Yves Russon SARL, commerce de gros (commerce interentreprises) de mobilier de bureau (61 k€)

### Agriculture
|               | 1988 | 2000 | 2010 | 2020 |
| ------------- | ---- | ---- | ---- | ---- |
| Exploitations | 14   | 9    | 7    | 7    |
| SAU (ha)      | 498  | 333  | 208  | 303  |

La commune est dans le Lauragais, une petite région agricole occupant le nord-est du département de la Haute-Garonne, dont les coteaux portent des grandes cultures en sec avec une dominante blé dur et tournesol. En 2020, l'orientation technico-économique de l'agriculture  sur la commune est la culture de céréales et/ou d'oléoprotéagineuses. Sept exploitations agricoles ayant leur siège dans la commune sont dénombrées lors du recensement agricole de 2020 (14 en 1988). La superficie agricole utilisée est de 303 ha,,.

## Culture locale et patrimoine

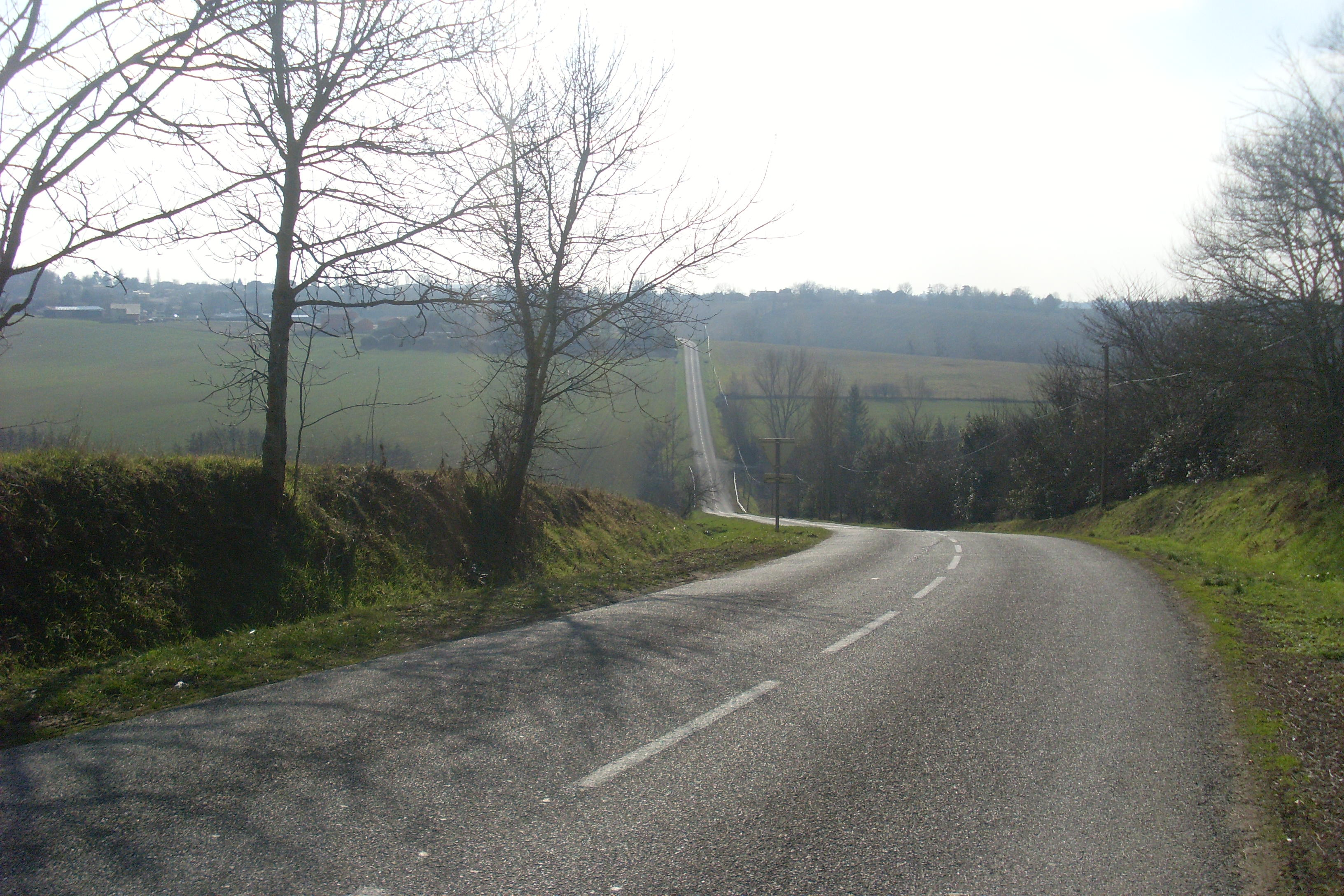
Route de Drémil-Lafage, avenue André Duperrin.

### Lieux et monuments
- Église paroissiale Saint Saturnin.

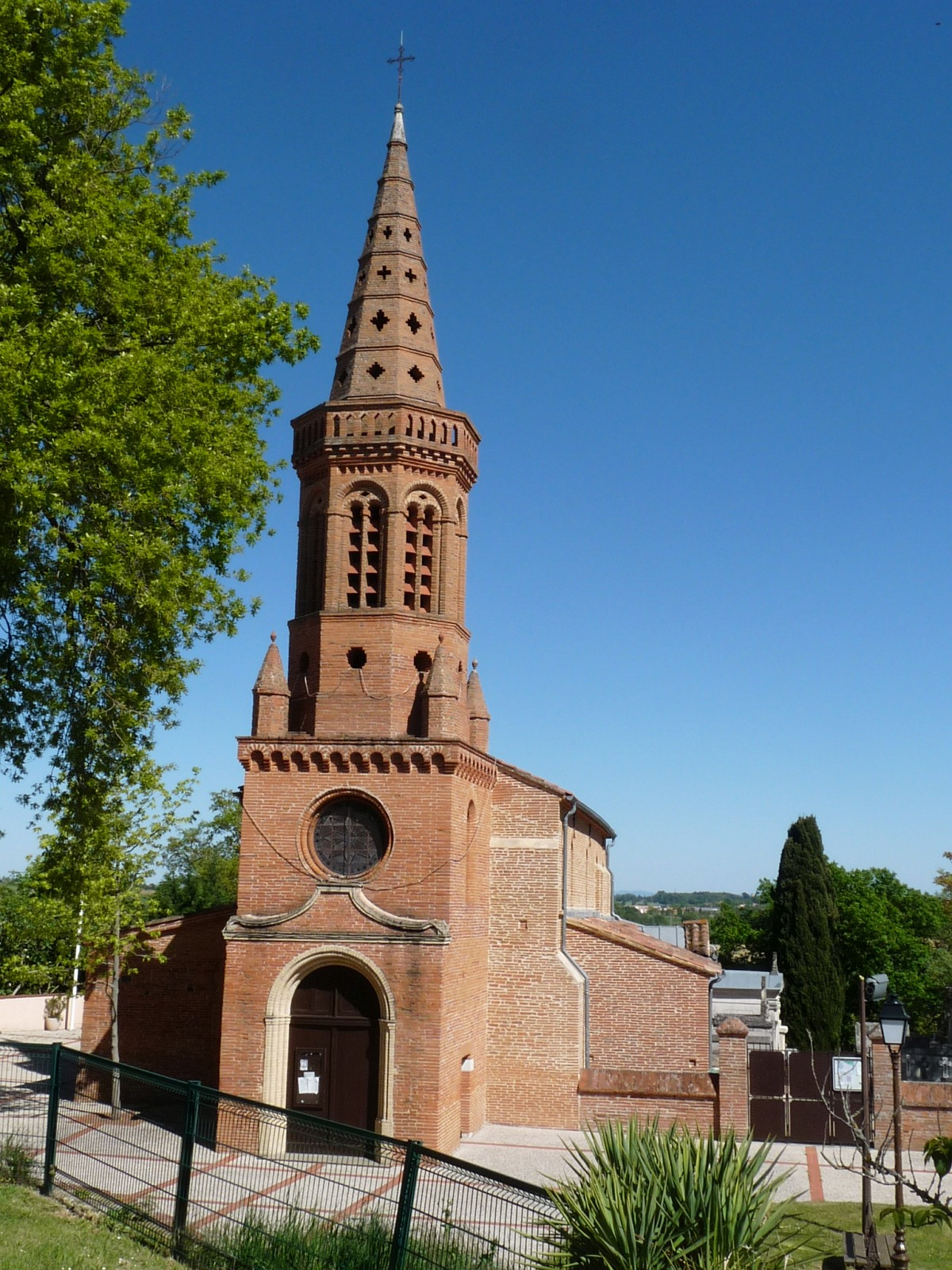
L'église
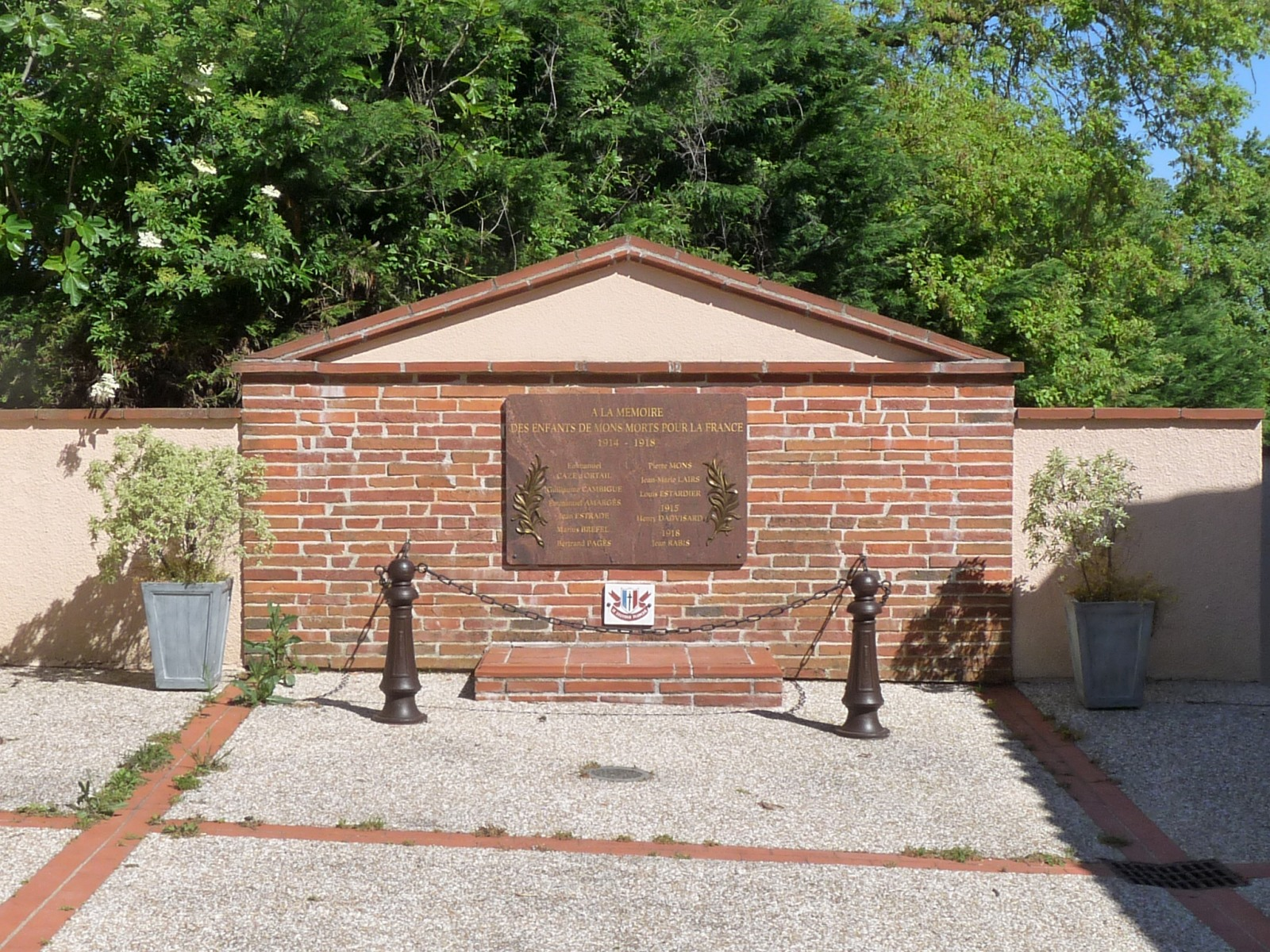
Le monument aux morts

### Personnalités liées à la commune
- At de Mons, troubadour mort vers 1285.
- Robert Caze (1853-1886), écrivain naturaliste, poète, romancier et journaliste. Mort en duel contre Charles Vignier. Repose dans le cimetière du village.
- Pierre Movila, né en 1958 à Amiens, photographe.

## Pour approfondir

#### Site de l'Insee
1. 1 2 3 4  Insee, « Métadonnées de la commune de Mons (Haute-Garonne) ».
2. ↑  « La grille communale de densité », sur insee,fr, 28 mai 2024 (consulté le 27 juin 2024).
3. ↑  « Liste des communes composant l'aire d'attraction de Toulouse », sur insee.fr (consulté le 27 juin 2024).
4. ↑  Marie-Pierre de Bellefon, Pascal Eusebio, Jocelyn Forest, Olivier Pégaz-Blanc et Raymond Warnod (Insee), « En France, neuf personnes sur dix vivent dans l’aire d’attraction d’une ville », sur insee.fr, 21 octobre 2020 (consulté le 27 juin 2024).
5. ↑  « REV T1 - Ménages fiscaux de l'année 2018 à Mons » (consulté le 2 février 2022).
6. ↑  « REV T1 - Ménages fiscaux de l'année 2018 dans la Haute-Garonne » (consulté le 2 février 2022).
7. 1 2  « Emp T1 - Population de 15 à 64 ans par type d'activité en 2018 à Mons » (consulté le 2 février 2022).
8. ↑  « Emp T1 - Population de 15 à 64 ans par type d'activité en 2018 dans la Haute-Garonne » (consulté le 2 février 2022).
9. ↑  « Emp T1 - Population de 15 à 64 ans par type d'activité en 2018 dans la France entière » (consulté le 2 février 2022).
10. ↑  « Base des aires d'attraction des villes 2020 », sur site de l'Insee (consulté le 10 avril 2021).
11. ↑  « Emp T5 - Emploi et activité en 2018 à Mons » (consulté le 2 février 2022).
12. ↑  « ACT T4 - Lieu de travail des actifs de 15 ans ou plus ayant un emploi qui résident dans la commune en 2018 » (consulté le 2 février 2022).
13. ↑  « ACT G2 - Part des moyens de transport utilisés pour se rendre au travail en 2018 » (consulté le 2 février 2022).
14. ↑  « DEN T5 - Nombre d'établissements par secteur d'activité au 31 décembre 2019 à Mons » (consulté le 12 février 2022).
15. ↑  « DEN T5 - Nombre d'établissements par secteur d'activité au 31 décembre 2019 dans la Haute-Garonne » (consulté le 12 février 2022).

#### Autres sources
1. ↑  Stephan Georg, « Distance entre Mons et Toulouse », sur fr.distance.to (consulté le 24 août 2021).
2. ↑  « Communes les plus proches de Mons », sur villorama.com (consulté le 24 août 2021).
3. ↑  Frédéric Zégierman, Le guide des pays de France - Sud, Paris, Fayard, avril 1999 (ISBN 2-213-59961-0), p. 378-379.
4. ↑  Carte IGN sous Géoportail
5. ↑  Répertoire géographique des communes, publié par l'Institut national de l'information géographique et forestière, [lire en ligne].
6. ↑  « Le réseau hydrographique du bassin Adour-Garonne. » [PDF], sur draaf.occitanie.agriculture.gouv.fr (consulté le 5 novembre 2021).
7. ↑  « Fiche communale de Mons », sur le système d'information pour la gestion des eaux souterraines en Occitanie (consulté le 5 novembre 2021).
8. ↑  Sandre, « la Seillonne »
9. 1 2  Daniel Joly, Thierry Brossard, Hervé Cardot, Jean Cavailhes, Mohamed Hilal et Pierre Wavresky, « Les types de climats en France, une construction spatiale », Cybergéo, revue européenne de géographie - European Journal of Geography, no 501,‎ 18 juin 2010 (DOI 10.4000/cybergeo.23155, lire en ligne, consulté le 21 novembre 2023)
10. ↑  « Zonages climatiques en France métropolitaine. », sur pluiesextremes.meteo.fr (consulté le 21 novembre 2023).
11. ↑  « Orthodromie entre Mons et Blagnac », sur fr.distance.to (consulté le 21 novembre 2023).
12. ↑  « Station Météo-France « Toulouse-Blagnac » (commune de Blagnac) - fiche climatologique - période 1991-2020 », sur donneespubliques.meteofrance.fr (consulté le 21 novembre 2023).
13. ↑  « Station Météo-France « Toulouse-Blagnac » (commune de Blagnac) - fiche de métadonnées. », sur donneespubliques.meteofrance.fr (consulté le 21 novembre 2023).
14. ↑  « Climadiag Commune : diagnostiquez les enjeux climatiques de votre collectivité. », sur meteofrance.fr, novembre 2022 (consulté le 21 novembre 2023).
15. ↑  « Liste des zones Natura 2000 de la commune de Mons », sur le site de l'Inventaire national du patrimoine naturel (consulté le 29 août 2021).
16. ↑  « Liste des ZNIEFF de la commune de Mons », sur le site de l'Inventaire national du patrimoine naturel (consulté le 29 août 2021).
17. ↑  « Liste des espaces protégés sur la commune de Mons », sur le site de l'Inventaire national du patrimoine naturel (consulté le 29 août 2021).
18. ↑  « CORINE Land Cover (CLC) - Répartition des superficies en 15 postes d'occupation des sols (métropole). », sur le site des données et études statistiques du ministère de la Transition écologique. (consulté le 14 avril 2021).
19. 1 2 3  « Les risques près de chez moi - commune de Mons », sur Géorisques (consulté le 17 octobre 2022).
20. ↑  BRGM, « Évaluez simplement et rapidement les risques de votre bien », sur Géorisques (consulté le 10 septembre 2022).
21. ↑  « Dossier départemental des risques majeurs dans la Haute-Garonne », sur haute-garonne.gouv.fr (consulté le 10 septembre 2022), partie 1 -  chapitre Risque inondation.
22. ↑  « Retrait-gonflement des argiles », sur le site de l'observatoire national des risques naturels (consulté le 10 septembre 2022).
23. ↑  « Liste des cavités souterraines localisées sur la commune de Mons », sur georisques.gouv.fr (consulté le 10 septembre 2022).
24. ↑  art L. 2121-2 du code général des collectivités territoriales.
25. ↑  « Résultats des élections municipales et communautaires 2020 », sur interieur.gouv.fr (consulté le 3 octobre 2020).
26. ↑  Liste des maires de Mons. sur francegenweb.org, le 25 février 2021.
27. ↑  L'organisation du recensement, sur insee.fr.
28. ↑  Calendrier départemental des recensements, sur insee.fr.
29. ↑  Des villages de Cassini aux communes d'aujourd'hui sur le site de l'École des hautes études en sciences sociales.
30. ↑  Fiches Insee - Populations de référence de la commune pour les années 2006, 2007, 2008, 2009, 2010, 2011, 2012, 2013, 2014, 2015, 2016, 2017, 2018, 2019, 2020, 2021 et 2022.
31. 1 2 3 4 5  INSEE, « Population selon le sexe et l'âge quinquennal de 1968 à 2012 (1990 à 2012 pour les DOM) », sur insee.fr, 15 octobre 2015 (consulté le 10 janvier 2016).
32. ↑  INSEE, « Populations légales 2006 des départements et des collectivités d'outre-mer », sur insee.fr, 1er janvier 2009 (consulté le 8 janvier 2016).
33. ↑  INSEE, « Populations légales 2009 des départements et des collectivités d'outre-mer », sur insee.fr, 1er janvier 2012 (consulté le 8 janvier 2016).
34. ↑  INSEE, « Populations légales 2013 des départements et des collectivités d'outre-mer », sur insee.fr, 1er janvier 2016 (consulté le 8 janvier 2016).
35. ↑  « FAM Le Lauragais »(Archive.org • Wikiwix • Archive.is • Google • Que faire ?), sur AgaPei - Handicap Mental Occitanie, 19 février 2014 (consulté le 3 octobre 2020).
36. ↑  Foyer rural
37. ↑  « Déchets et propreté », sur toulouse-metropole.fr (consulté le 13 avril 2023).
38. ↑  « Entreprises à Mons », sur entreprises.lefigaro.fr (consulté le 12 février 2022).
39. ↑  « Les régions agricoles (RA), petites régions agricoles(PRA) - Année de référence : 2017 », sur agreste.agriculture.gouv.fr (consulté le 12 février 2022).
40. ↑  Présentation des premiers résultats du recensement agricole 2020, Ministère de l’agriculture et de l’alimentation, 10 décembre 2021
41. ↑  « Fiche de recensement agricole - Exploitations ayant leur siège dans la commune de Mons - Données générales », sur recensement-agricole.agriculture.gouv.fr (consulté le 12 février 2022).